# Кітчрайтинг
Кітчрайтинг (від нім. kitsch — вульгарність, несмак, халтура + від англ. write — писати, тут разом: відновлювати; переписувати) — форма культурного продукту, який був створений шляхом копіювання і перекомбінування симулякрів. Простіше кажучи копія дешевої копії. Характеризується головним чином безідейністю та апріорно відсутнім авторством. Немає внутрішнього ідейного смислу та є дублюванням поширення рекламної продукції.